# 極地級破冰船
極地級破冰船是一款服役於美國海岸警衛隊的重型破冰船，該級破冰艦擁有加強型船體、特殊破冰艏，以及能夠快速移動壓艙水的系統，以提高破冰效率。北極級與中型破冰船希利號破冰船三艘組成美國海岸警衛隊的破冰船船隊，母港皆位於西雅圖。
警衛隊的破冰船任務為在北極及南極進行科考研究，並且負責開闢通往麥克默多站的航道，確保南極洲科考基地的物資運補。然而因為兩船都已接近服役年限，因此曾有計劃考慮對兩艦進行升級。
2013年11月，華盛頓州的瑪麗亞·坎特威爾和派蒂·莫瑞以及阿拉斯加州的馬克·貝吉奇和麗莎·穆考斯基共四位參議院議員曾提議修正2014年國防撥款法案，授權建造四艘新的極地級破冰船，每艘造價8.5億美元，然而最終不了了之。
2017年2月22日，美國海岸警衛隊宣布已授予五份總值2000萬美元的固定價格合約，以進行新型重型極地破冰船的設計研究與分析。根據計畫，海岸警衛隊將會在替換新船時順便擴增規模，將達到3艘重型以及3艘中型破冰船。2017年5月18日，時任海岸警衛隊司令保羅·F·祖昆夫特上將 表示，由於北極地區的變化，海岸防衛隊可能需要增加未來破冰船的數量。此外，未來的破冰船將可能預留額外的改裝空間，以配備包括反艦導彈等攻防武器。

## 同級艦
| 艦名   | 舷號    | 造船廠                 | 下水       | 服役       | 退役 | 現況                         |
| ------ | ------- | ---------------------- | ---------- | ---------- | ---- | ---------------------------- |
| 極星號 | WAGB-10 | 洛克希德造船與建築公司 | 1973-11-17 | 1976-01-17 | 尚未 | 於2012年12月經改裝後重新服役 |
| 極海號 | WAGB-11 | 洛克希德造船與建築公司 |            | 1978-02-23 | 2010 | 作為極星號的備用零件         |